# Agia Triada
För andra betydelser, se Agia Triada (olika betydelser).

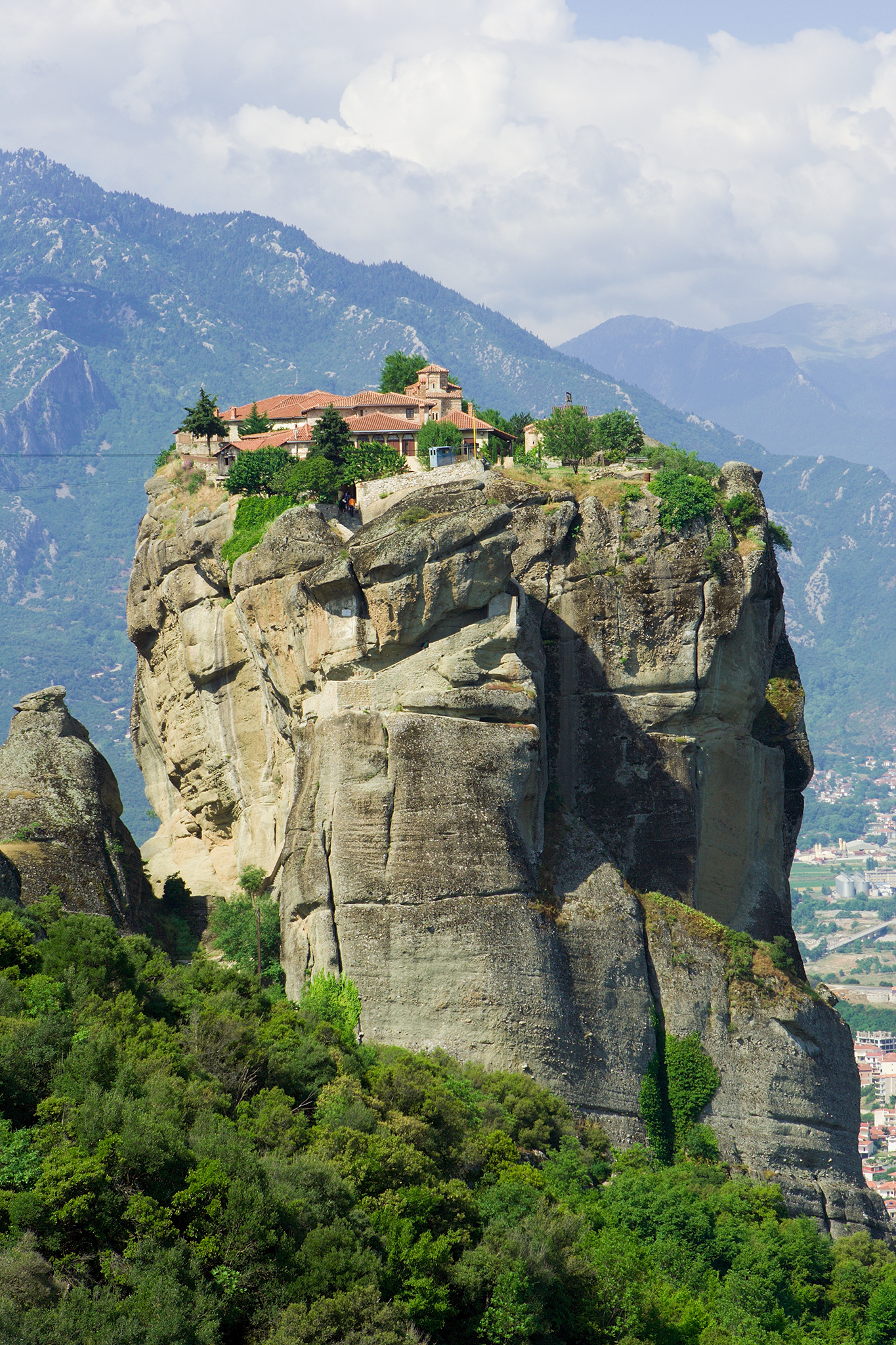
Agia Triada.

Agia Triada, grekiska: Μονή Αγίας Τριάδος, även känt som Ayías Triádho; betyder Heliga treenigheten. Det är ett östortdoxt kloster beläget i centrala Grekland, nära staden Kalambaka i världsarvet Meteora. Det uppfördes mellan 1458 och 1475 och grundades av munken Dometius. I klostret finns väggmålningar målade på 1700-talet. Fram till 1920-talet kunde man bara ta sig upp med hjälp av repstegar och korgar. År 1925 kom trappor till. 
Agia Triada är ett av de av 24 kloster som ursprungligen byggdes vid Meteora, och det är ett av de äldsta som fortfarande finns kvar av dessa kloster. Namnet Meteora kommer av det grekiska adjektivet metéoros som betyder "upphöjd över jorden, svävande, hög".. Sex av de 24 klostren är fortfarande aktiva och öppna för besökare. Kyrkan byggdes mellan 1300- och 1400-talen och finns med på Unescos världsarvslista med titeln Meteora.

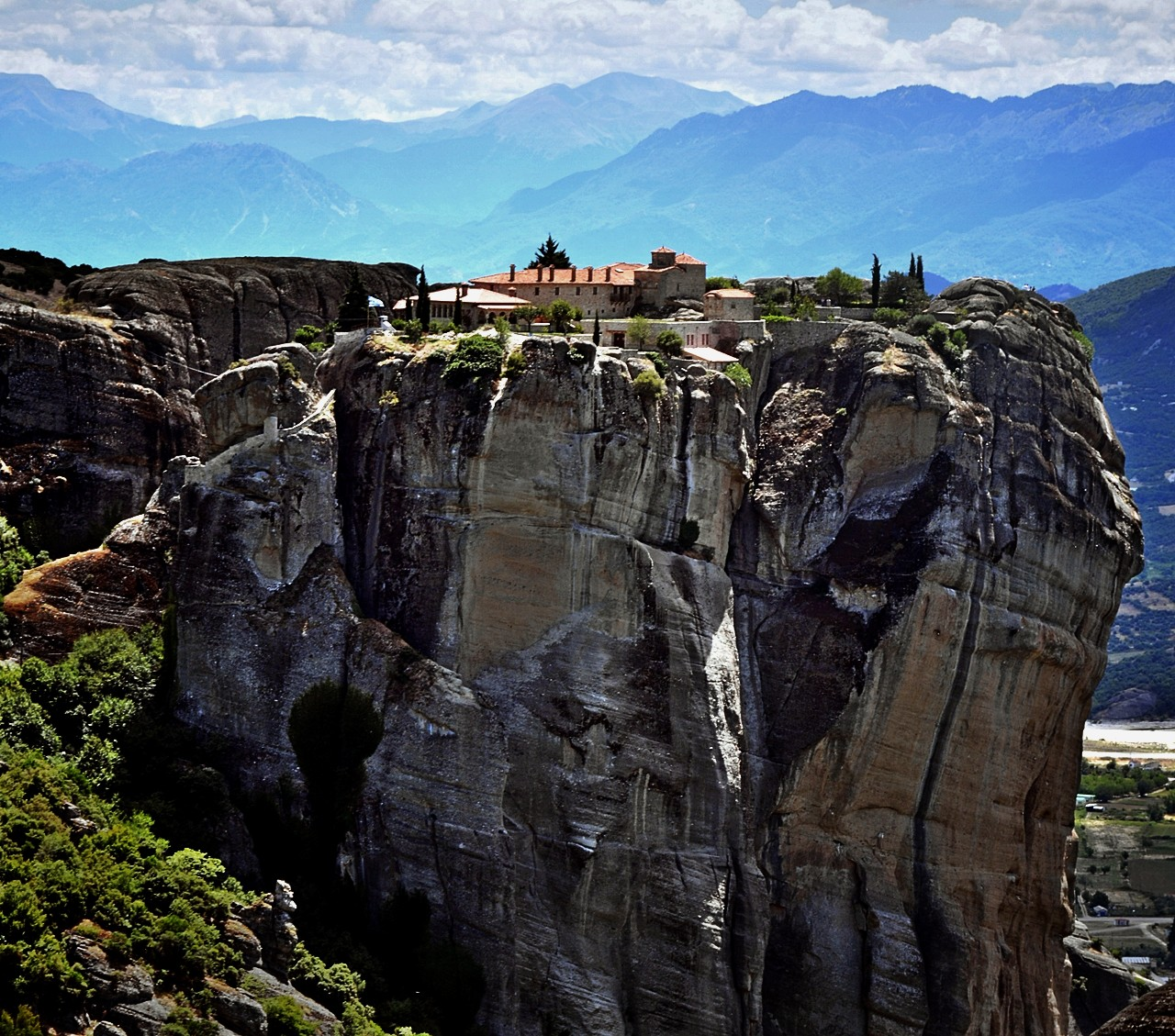
Utsikt från klostret

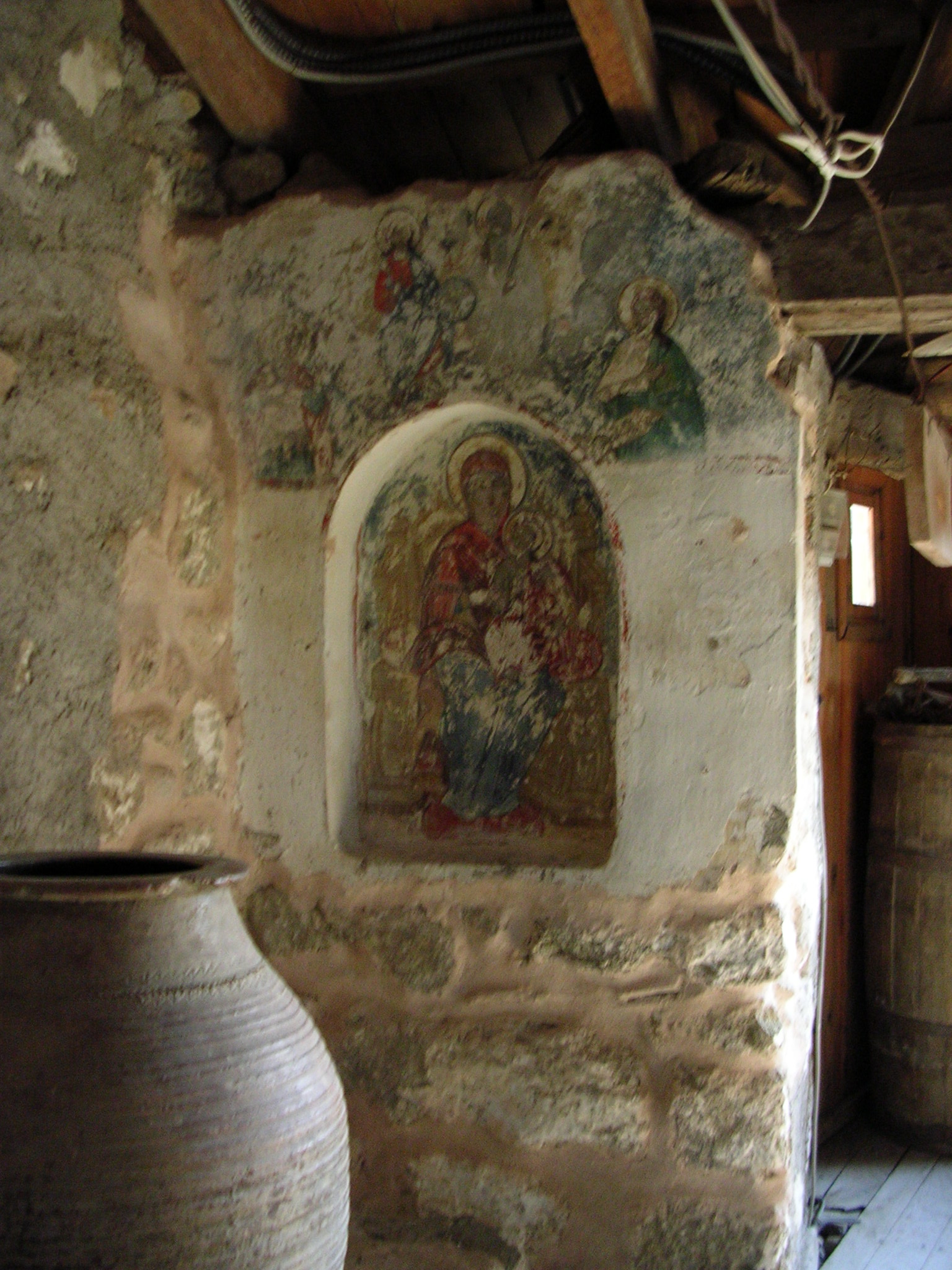
En fresk

## Geografi
Klostren byggdes på klippor på Meteoras deltaslätter. Klipporna reser sig till en höjd av mer än 400 meter. De är belägna i floden Pineios dalgång på de thessaliska slätterna nära staden Kalambaka. Klipporna, som genom kemisk analys dateras till att vara 60 miljoner år gamla, skapades under jordbävningar och är av sandsten och formationer orsakade av fluvial erosion. Sedimenten befann sig en gång i ett innanhav under epoken Pliocen. De reste sig som en kon under jordbävningarna och bildade branta pelare, kända som "himmelska kolonner". Området är kuperat och skogklätt, med floddalar och ett skyddat område känt som Trikala Esthetic Forest.
Klostren Agios Stephanos och Agia Triada är skilda från huvudgruppen, som ligger längre norrut. Före 1900-talet var Agia Triada mycket svårtillgängligt. För att komma dit måste man korsa en dal och klättra uppför klippan för att nå byggnadens ingång. Proviant placerades i korgar som drogs upp med repstegar (nu med vinsch). Numera kan man gå från Kalambaka 3 kilometer längs en stig för att nå klostret, eller använda en vinschmanövrerad hiss. Det finns en väg från baksidan av klippan. Klostret nås för närvarande via tunnlar och 130 trappsteg av sten. Vid klostret finns en 2 tunnland stor trädgård vid toppen.

## Historia
Mellan 1300- och 1400-talen påbörjades byggandet av kloster på toppen av de branta klipporna nära Meteora. Redan dessförinnan, på 1000-talet, hade religiösa samfund etablerat eremitage vid foten av dessa klippor. På 1300-talet blev serbernas och grekermas titulära kejsare, John Uroš, munk, flyttade till Meteora, och byggde om och etablerade kloster här. Under de politiska omvälvningarna i regionen under detta århundrade drog sig munkarna tillbaka till den fristad som klipporna erbjöd. Dometius sades vara den första munken på platsen för Agia Triada, och han anlände enligt lokal legend 1438. Agia Triada byggdes, enligt många källor, under tiden 1475–1476, även om vissa källor säger att byggnadsdatumen för klostret och dess angränsande kapell, tillägnat Johannes Döparen, är okända. Vid slutet av 1400-talet fanns det 24 sådana kloster, såsom Agia Triada, Rousanou och Agios Nikolaos Anapafsas. Damascene, Jona och Parthenios, var välgörare och de som deltog i restaureringarna; deras namn pryder klostrets väggar.
Endast sex av de ursprungliga klostren används fortfarande, bland dem Agia Triada. Dessa sex – Agia Triada, Agios Stephanos, Rousanou, Agios Nikolaos Anapafsas, Varlaam och Stora Meteoron – finns med på UNESCO:s världsarvslista med titeln Meteora. UNESCO-inskrivningen gjordes enligt olika kriterier 1988. I, II, IV, V och VII.
Klostret användes under inspelningen av James Bond-filmen Ur dödlig synvinkel 1981.

## Arkitektur och inredning
Kyrkoplanen är i form av ett kors och har en kupol som bärs upp av två pelare. Klostrets huvudkatedral byggdes på 1400-talet och dekorerades med fresker år 1741 av två munkar. Ett pseudo-treklöver-fönster är en del av absiden. Det finns vita pelare och bågar, såväl som rosa kakel. En liten skeuophylakion i anslutning till kyrkan byggdes 1684. Dess breda narthex (förhall) byggdes 1689 och utsmyckades 1692. Johannes Döparens lilla kapell, uthugget i klippan, innehåller fresker från 1600-talet. Det var rikt dekorerat och hade dyrbara manuskript; dessa skatter plundrades dock under andra världskriget, då det ockuperades av tyskarna. Byggnadens fresker från 1500-talet rapporteras vara efterbysantinska målningar. En fresk av St Sisois och Alexander den stores skelett pryder väggarna.

## Klosterliv
Vid en tidpunkt bodde femtio munkar i Agia Triada, men i början av nittonhundratalet fanns det bara fem. Besökare är tillåtna. Patrick Leigh Fermor rapporteras ha besökt klostren här för flera decennier sedan, som gäst hos abboten av Varlaam. Redan då var Agia Triada ett av de fattigaste klostren i Meteora.

## I populärkulturen
Wikimedia Commons har media relaterade till Monastery of the Holy Trinity, Meteora.
Klostret var med i James Bond-filmen 1981 Ur dödlig synvinkel. Det är med i filmens höjdpunkt, där Bond tar sig upp på klippan och tränger sig in hos Aristoteles Kristatos och Erich Kriegler för att hämta ATAC-avkodaren. Aristoteles Kristatos, spelad av Julian Glover, använde i filmen klostret som ett gömställe. Så småningom kastar Bond ATAC-avkodaren från klipptoppen när KGB närmar sig den.
Klostret medverkar också i filmen Tintin i piraternas våld 1961.